# Ювілей (біблійний)

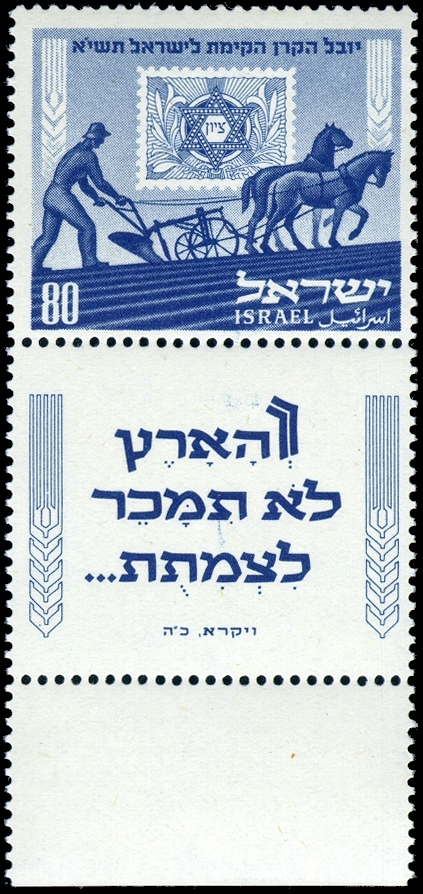
Ізраїльська марка, присвячена Єврейському національному фонду та цитує Левит 25:23: «Земля не повинна продаватися назавжди…»

Ювілей ( івр. יובל йо́бель ( їдиш : йойвл ) — рік, що настає після семи «тижнів років» (семи циклів суботніх (саббатичних) років, або 49 років загалом). Цей п'ятдесятий рік здебільшого стосується землі, власності та майнових прав. Згідно з правилами, що містяться в Книзі Левит, деякі контрактні раби мали бути звільнені з кріпацтва, деякі борги мали бути прощені, і кожен мав повернутися до своєї власності в ювілейні роки. 
У рабиністичній літературі згадується суперечка між хазалями та рабином Єгудою щодо того, чи це був 49-й рік (останній рік семи циклів суботнього відпочинку, який називають «суботою субот»), чи наступний (50-й) рік.
Біблійні правила щодо сабатичних років досі дотримуються багатьма релігійними євреями в Ізраїлі, але практики, передбачені для ювілейного року, не дотримуються вже багато століть. Згідно з сучасним тлумаченням Тори в сучасному равіністичному юдаїзмі, дотримання ювілейного року застосовувалося лише тоді, коли єврейський народ жив на землі Ізраїлю відповідно до своїх племен. Тому, в певному сенсі, ювілей не застосовувався з часу руйнування Ізраїльського царства в 722 році до н. е. новоассирійським царем Шаррукіном II.

У сучасному Ізраїлі правила ювілею щодо перерозподілу землі стали функціонально застарілими через світське ізраїльське земельне законодавство. Переважна більшість землі в Ізраїлі належить Ізраїльському земельному управлінню (до 2009 року — Ізраїльська земельна адміністрація), агентству Міністерства будівництва та житлового господарства, а також приватній некомерційній організації Єврейський національний фонд.

## Походження
У Септуагінті використовувався вираз «сурмовий звук свободи» (ἀφέσεως σημασία apheseôs sêmasia ), а у Вульгаті — латинське iobeleus ; англійський термін Jubilee походить від латинського терміна. Латинський термін походить від єврейського терміна יוֹבֵל yōḇēl , який використовується в масоретському тексті та також означав баран та трубу з баранячого рогу; ювілейний рік оголошувався звуком на шофарі, інструменті, виготовленому з баранячого рогу, під час Йом-Кіпура того року. 

## Походження та призначення
Leviticus 25:8–13WEB стверджує:
Ви повинні відлічити сім суботніх років, сім разів по сім років; і буде у вас сім суботніх років, а саме сорок дев'ять років. Тоді ви повинні протрубити в гучні труби десятого дня сьомого місяця. У День Покути ти будеш сурмити в трубу по всій своїй землі. Ти освятиш п'ятдесятий рік і проголосиш свободу по всій землі для всіх її мешканців. Це буде для вас ювілей, і кожен з вас повернеться до своєї власності, і кожен з вас повернеться до своєї родини. Цей п'ятдесятий рік буде для вас ювілеєм. У ньому ви не будете сіяти, не будете жнивувати те, що саморосте, і не будете збирати врожай з необроблених виноградників. Бо це ювілей; він буде для вас святим. Ви будете їсти врожай з поля. У цьому ювілейному році кожен з вас повернеться до своєї власності.
Стародавні близькосхідні суспільства регулярно оголошували некомерційні борги недійсними, зазвичай під час коронації нового короля або за наказом короля.  Біблійні вчені колись стверджували, що Ювілей був очевидним розвитком суботнього року.  Замість того, щоб чекати 50-го чи 49-го року, Кодекс Второзаконня вимагає, щоб єврейські раби були звільнені протягом їхнього 7-го року служби,  як і Кодекс Завіту,  який деякі текстуалісти вважають попереднім за Кодекс Святості ;  Книга Єзекіїля, яку деякі текстуалісти також вважають раніше за Кодекс Святості, згадує рік свободи (שנת דרור), протягом якого майно повертається первісному власнику (або його спадкоємцям),  (раніше письмова згадка в Сум: ama-gi, ama-ar-gi, «повернення до матері»), але слово דרור використовується Єремією для опису звільнення рабів протягом суботнього року,  що, на думку різних вчених, означає, що Єзекіїль мав на увазі суботній рік.  Вчені підозрюють, що перенесення цих правил на 49-й чи 50-й рік було навмисною спробою провести паралель з тим фактом, що Шавуот святкується через 50 днів після Песаха та йде після семи тижнів збору врожаю;  ця паралель вважається важливою в Каббалі.

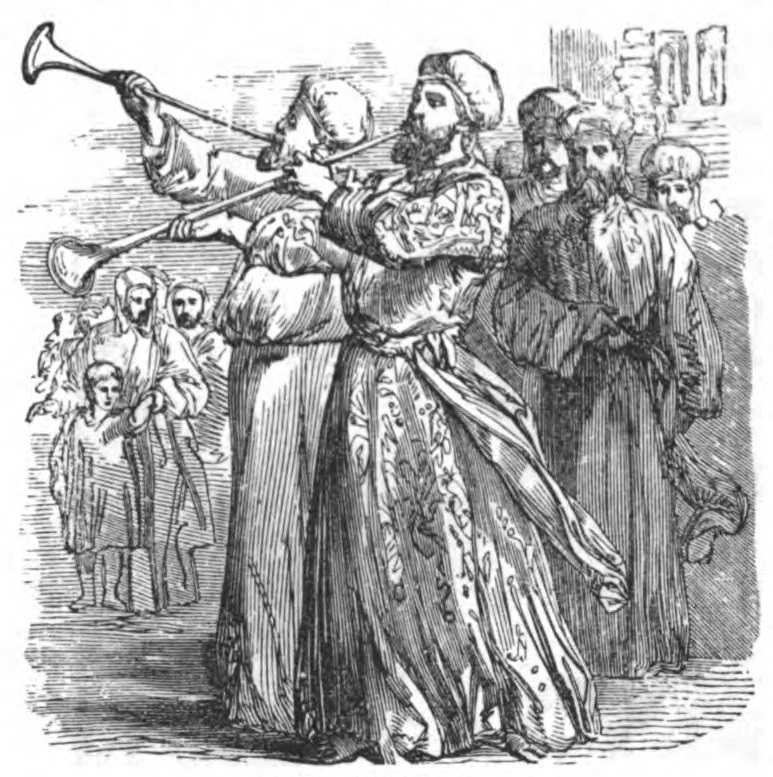
Левіти сурмлять у сурму Ювілею (ілюстрація 1873 року)

Згідно з документарною гіпотезою, спочатку запропонованою Юліусом Велльгаузеном, біблійні розділи, що містять законодавство про ювілейний і сабатичний рік (розділи 25 і 27 книги Левіт), були частиною так званого «P» або Священицького кодексу, який, на думку Велльгаузена, представляв останній етап розвитку релігії Ізраїлю. Велльгаузен датував ці розділи пізнім періодом вигнання або післявигнання, хоча багато сучасних прихильників документальної гіпотези дійшли до інших дат.

Теорія Велльгаузена про те, що законодавство про ювілейний і сабатичний рік було написано в період вигнання або після вигнання, а саме після часів Єзекіїля, завжди піддавалася сумніву вченими, які дотримувалися традиційної позиції іудаїзму та християнства щодо авторства Левіта Мойсеєм. Однак останнім часом теорії Веллгаузена та інших, які датують законодавство про ювілейний та суботній рік періодом вигнання або пізнішим часом, також піддаються сумніву вченими, які загалом не мають консервативного погляду на Біблію. Єзекіїль Кауфман стверджував, що книга Єзекіїля цитує законодавство про суботній рік і ювілейний рік з Книги Левит, яке, мабуть, існувало до написання Єзекіїлем своїх творів. Цю тезу розвинула Ріса Левітт Кон. Кон детально дослідила 97 термінів і фраз, які є спільними для Єзекіїля і Священицького кодексу. Вона робить висновок:
У кожному з цих прикладів напрямок впливу зміщується від П до Єзекіїля. Термін або вираз, що має позитивне забарвлення в П, набуває негативного відтінку в Єзекіїля.

Єзекіїль пародіює мову П, використовуючи терміни в антитетичному значенні. Практично неможливо уявити, що священик-автор міг би скласти історію Ізраїлю, перетворивши образи відступництва Ізраїлю та подальшого падіння з Єзекіїля на образи, що передають винятковий завіт та унікальні відносини між Ізраїлем та Ягве. Дійсно, важко уявити, що священик-автор міг перетворити землю вигнання Єзекіїля (ארץ מגוריהם) на землю обітовану Ізраїлю, ворогів Ізраїлю (קהל עמים) на знак родючості, або численні гріхи Ізраїлю (במאד מאד) на знак завіту Ягве. Однак цілком імовірно, що Єзекіїль, пишучи у вигнанні, переоцінив зображення П про унікальність Ізраїлю, цинічно перевернувши ці образи так, що те, що колись було «приємним ароматом для Ягве», символізує безбожність і неповагу.
Джон Бергсма наводить ще один аргумент проти дати кодифікації законодавства про ювілейний та сабатичний рік, що відноситься до періоду вигнання або після вигнання, стверджуючи, що Sitz im Leben (життєва ситуація) періоду вигнання або після вигнання взагалі не розглядається в цьому законодавстві.
Нарешті, якщо єдиною метою ювілейного законодавства було служити приводом для повернення земель вигнанців, то, безумовно, можна було б написати набагато простіші закони, ніж ювілейні, і приписати їх Мойсею. Все, що було б потрібно, — це коротка заява, яка б зобов'язувала повернути майно будь-якому ізраїльтянину, який повернувся після вигнання. Насправді, «саме такі короткі, чіткі закони існують у месопотамських кодексах», наприклад, у [[кодексі Хаммурапі]] § 27 та [[Законах Ешнуни|Законах Ешнуни]] § 29. Але, навпаки, ювілейне законодавство «ніколи не стосується ситуації вигнання». Єдина форма відчуження землі, про яку йдеться в тексті, — це продаж власником. Якби священство в ранній перській період дійсно хотіло юридичного приводу для повернення втрачених земель, «вони б напевно самі написали закон, який безпосередньо стосувався б їхньої ситуації».<ref>Джон Сітце Бергсма, «Ювілей від Левіта до Кумрана: історія тлумачення» (Лейден/Бостон: Brill, 2007) 77. Курсив у оригіналі.</ref>
Тому Бергсма вказує на невідповідність того, що Веллгаузен відносить законодавство про ювілейний і сабатичний рік до періоду вигнання або після вигнання, оскільки це суперечить Sitz im Leben Ізраїлю під час вигнання і після нього. Крім того, Бергсма показує, що проблема, яку вирішувало це законодавство, була визнана царями Вавилону в другому тисячолітті до н. е., що, природно, наводить на думку про можливість набагато більш ранньої дати кодифікації. Ці вавилонські царі (до яких можна додати Аммі-Цадука час від часу видавали укази про скасування боргів та/або повернення людей на землі, які вони продали. Такі укази про «чистий аркуш» мали на меті виправити тенденцію боржників у стародавніх суспільствах безнадійно залазити в борги перед своїми кредиторами, тим самим накопичуючи більшу частину орних земель під контролем нечисленної групи заможних людей. Укази видавалися спорадично.
Економіст Майкл Хадсон стверджує, що біблійне законодавство про ювілейні та сабатичні роки вирішувало ті самі проблеми, з якими стикалися вавилонські царі, але біблійне формулювання законів становило значний прогрес у сфері справедливості та прав народу. Це було пов'язано з тим, що «чистий аркуш» тепер був закріплений у законі, а не залежав від примх царя. Крім того, регулярний ритм сабатичних і ювілейних років означав, що кожен знав, коли настане наступне звільнення від боргів, що забезпечувало справедливість і рівність як для кредитора, так і для боржника. Тому Гадсон стверджує, що левитське законодавство не тільки було значним прогресом у порівнянні з попередніми спробами вирішити проблему заборгованості, але й було надзвичайно практичним, всупереч думці багатьох біблійних інтерпретаторів, які не є економістами і які назвали його «утопічним».

## Регулювання
Біблійні правила щодо ювілейного року містяться в [[|]] Leviticus25 . Згідно з цими правилами, Ювілей мав бути пролунав після того, як виповнилося 49 років,  що викликало неоднозначність щодо того, чи Ювілей припадав на 49-й рік, чи він відбувся після нього як вставка в 7-річні цикли сабатальної відпустки; вчені та класичні рабинські джерела розходяться в думках щодо цього питання.  
Біблійна вимога полягає в тому, що ювілейний рік мав розглядатися як рік суботній, коли земля залишалася під паром, але також вимагала обов'язкового повернення всього майна його первісним власникам або їхнім спадкоємцям, за винятком будинків мирян у межах обнесених мурами міст, а також звільнення всіх ізраїльських рабів, що перебували в оренді.
Біблійні приписи стверджують, що земля мала відпочивати «суботу», коли діти Ізраїлю прийшли на землю, яку Бог дарував їм Ізраїль. Седер Олам Рабба (ІІ ст. н.е.) стверджував, що цей вірш означає, що відлік не мав розпочатися, доки ізраїльтяни не здобудуть контроль над Ханааном, що Седер Олам, спираючись на прийняту традицію, визначив через 14 років після їхнього вступу на землю. Це тлумачення було значною мірою прийняте в пізніших рабинських дослідженнях. Однією з причин такого тлумачення левітського тексту було те, що якби відлік почався до того, як земля була повністю завойована, це вимагало б від ізраїльтян повернути землю ханаанеянам протягом 50 років; подібні націоналістичні побоювання щодо впливу Ювілею на право власності на землю висловлювали і сіоністські поселенці. З юридичної точки зору, закон про Ювілей фактично забороняв продаж землі за безоплатною передачею, натомість її можна було лише здавати в оренду на термін не більше 50 років. Біблійні приписи далі уточнюють, що ціна землі мала бути пропорційною до того, скільки років залишалося до Ювілею, причому земля коштувала тим дешевше, чим ближче вона була до Ювілею.

## Тривалість циклу
Оскільки 49-й рік вже був роком відпустки, землю потрібно було залишити під паром протягом нього, але якщо 50-й рік також мав залишатися під паром, як Ювілей, то протягом двох років не було б нових врожаїв, а на наступний рік були б доступні лише літні плоди, що створювало б набагато більший ризик голоду загалом;  Князь Юда стверджував, що ювілейний рік ідентичний 49-му року відпустки.  Однак більшість класичних рабинів вважали, що біблійна фраза «освятити п'ятдесятий рік»  разом з біблійною обіцянкою про те, що на шостий рік буде три роки плодів , означає, що ювілейний рік був 50-м роком.  Думка геонімів, та й загалом пізніших авторитетів, полягала в тому, що до вавилонського полону Ювілей був проміжком 50-го року, але після закінчення полону Ювілей по суті ігнорувався, за винятком звуку шофара, і збігався з 49-м роком відпустки;  причина полягала в тому, що Ювілей мав відзначатися лише тоді, коли євреї контролювали весь Ханаан, включаючи території Рувима та Гада та східну половину племені Манасії.
Тривалість ювілейного циклу продовжує цікавити сучасну науку, так само як і питання практичності законодавства, а також того, чи було воно коли-небудь введене в дію на загальнодержавному рівні. Щодо тривалості циклу, то три значні наукові дослідження, присвячені ювілейним та суботнім рокам, сходяться на думці, що він становив 49 років, але дещо розходяться в інтерпретації інших питань, пов'язаних з ним. Це дослідження Бенедикта Цукермана, Роберта Норта, та Жана-Франсуа Лефевра. Причини, наведені цими авторами на підтримку 49-річного циклу, є як текстуальними (розглядаючи всі відповідні біблійні тексти), так і практичними.
Календарний документ 4Q319 зі Сувоїв Мертвого моря «представляє календарну систему, засновану на щотижневій ротації двадцяти чотирьох священичих курсів протягом шестирічного періоду і побудовану на шести послідовних Ювілеях, тобто 294 роках».

### Текстуальні та практичні міркування
Приклад текстового аргументу наводить Норт у своєму порівнянні [[|]] Leviticus23:15–16 з [[|]] Leviticus25:8–11 . Перший уривок встановлює час у днях для Свята тижнів ( Шавуот ), тоді як другий прописує час у роках для Ювілею.  У першому уривку початок відліку Свята тижнів сказано як «день після суботи» ( мімахарат ха-шабат, [[|]] Leviticus23:15 ), а кінець — «день після сьомої суботи» ( мімахарат ха-шабат ха-шевіїт, [[|]] Leviticus23:16 ). Ці сім тижнів становили б 49 днів за більшістю сучасних методів обчислення. Тим не менш, у вірші 16 сказано, що їх слід вважати 50 днями. Цей метод обчислення (іноді його називають «інклюзивною нумерацією») досить поширений у Святому Письмі; наприклад, Свято Кучок має тривати сім днів ( [[|]] Leviticus23:34–36 ), але останній день називається восьмим днем (вірш 36). Норт вважав це порівняння між Левит 23 (Свято тижнів) та Левит 25 (Ювілеї) «найсильнішим можливим підтвердженням сорок дев'ятого року»  як Ювілейного року. Його висновок про те, що Ювілей ідентичний сьомому суботньому року, був підтриманий Лефевром з цієї, а також з інших причин. 
Думка про те, що ювілей був ідентичний сьомому суботньому року, вирішує різні практичні проблеми, які також розглядаються цими авторами. Якби ювілей був окремим від сьомого суботнього року і слідував за ним, то було б два неврожайних роки поспіль. Лефевр, однак, вважає, що в Писанні немає жодної підтримки для двох добровільних неврожайних років поспіль, хоча дехто неправильно інтерпретував Левит 25:21-22, ніби тут йдеться про ювілейний рік, наступний за суботнім роком, що не є сенсом цього уривку. Лефевр показує, що це не може бути так, тому що посів згадується для восьмого року; це рік після суботи, рік, коли поновлюється посів і збирання врожаю. Інша практична проблема, яка могла б виникнути, якби ювілейний цикл становив 50 років, полягає в тому, що після першого циклу ювілейний і суботній цикли були б не в фазі, якщо тільки сьомий суботній цикл не був розтягнутий до восьми років. Але Писання не дає жодних інструкцій щодо такого коригування. Замість цього передбачається, що ці два цикли завжди будуть у фазі, так що шофар може звучати на сьомому році сьомого сабатичного циклу. Дірка в аргументі Лефевра полягає в тому, що уривок з Левітів конкретно посилається на освячення «п'ятдесятого року»
На противагу цьому, міркування про те, що ювілейний рік є інтервальним роком, окремим і відмінним від суботніх циклів, вирішує питання про вимогу дотримання Тори як у Левит 25:3, так і в Левит 25:11. Адже в першому уривку йдеться про те, що сіяти і обрізати виноград потрібно шість років поспіль, а в другому - про те, що в ювілейний рік не можна ні сіяти, ні жати, ні збирати з недоглянутих виноградників. Якщо ювілейний рік є 50-м роком, як це підтверджується Левит 25:10-11, то він обов'язково повинен бути окремим роком від перших 49 років, що включають в себе всі перші сім суботніх циклів. Тому він не може бути ідентичним сьомому суботньому року, оскільки 49 не дорівнює 50. Якби ювілейний рік вважався ідентичним першому року наступного суботнього циклу, то вимога дотримання шести років поспіль посіву і жнив не могла б бути дотримана, оскільки для посіву і жнив було б доступно лише п'ять років, а не шість, як того вимагає Левит 25:3. Багато непорозумінь виникає через неуважне читання оригінального єврейського тексту. У Законі не було вимоги дотримуватися 6 років поспіль посіву. Заповідь говорить, що ви можете сіяти шість років, але на сьомий рік земля повинна мати суботній відпочинок. Було б подвійним негативом наказувати засівати землю протягом шести років у випадку голоду та війни.

### Історичні міркування
Хоча ці автори не посилаються на них, два історичні аргументи також свідчать на користь 49-річного циклу. Перший полягає в тому, що самаряни святкували 49-річний цикл.[1] Хоча самаряни припинили відлік ювілею кілька сотень років тому, згідно з нещодавнім повідомленням, зараз тривають зусилля, щоб визначити дату, коли відлік припинився, щоб відновити його. Відлік знову буде вестися за 49-річним циклом.[2] Другий історичний аргумент полягає в тому, що два випадки Ювілею, згадані у Вавилонському Талмуді (трактати Аракін 12а і Мегілла 14б), є справжніми історичними пам'ятками, оскільки відомі методи обчислення рабинської науки були нездатні правильно обчислити дати згаданих Ювілеїв. [3] Рабинська (талмудична) наука завжди припускала не приєднувальне літочислення для царів, згідно з яким перший неповний рік царя вважався подвійно - як для нього самого, так і як останній рік померлого царя. Такий підрахунок давав би 47 років від ювілею, згаданого у 18-му році Йосії (Мегілла 14б), до ювілею, який відбувся через 14 років після падіння Єрусалиму вавилонянами (Аракін 12а), тоді як правильна різниця становила 49 років (623 р. до н.е. - 574 р. до н.е.). Це було представлено як додатковий доказ того, що цикл становив 49 років, а також того, що цикли вимірювалися до останнього ювілею в дні Єзекіїля, коли положення про ювілейний рік, яким довго нехтували, за винятком підрахунку священиків, більше не могли дотримуватися, оскільки народ був у полоні в чужій країні[4].

## Дата початку відліку
Седер Олам Раба визнавав важливість ювілейних та суботніх циклів як довгострокової календарної системи та в різних місцях намагався вписати суботні та ювілейні роки в її хронологічну схему. Як згадувалося вище, Седер Олам висунув ідею про те, що відлік цих циклів відкладається до 14 років після входження в землю. Причини цього наведені в 11-му розділі Седер Олам . У 14-му розділі книги Ісуса Навина Калев згадує, що йому було 40 років, коли його відправили розвідником на другий рік 40-річної подорожі пустелею, а зараз йому 85 років,  що означало, що він отримав свою спадщину через сім років після входу до Ханаану. Рабин Хосе припускав, що всі інші отримали свою спадщину тоді, коли Калеб, або вже отримали її, тож розподіл землі між племенами на цей час був завершений. Оскільки поділ землі тривав сім років, то й завоювання, яке послідувало за ним, також мало тривати сім років. «Треба сказати, що Ізраїль провів у Гілгалі 14 років: сім, коли вони завойовували, і сім, коли вони роздавали». Потім, після встановлення Скинії в Шіло, «У той момент вони почали рахувати роки для десятини, суботні роки та ювілейні роки». 

Було запропоновано ще одне пояснення того, чому рабин Хосе відклав відлік до закінчення 14 років. У тій самій 11-й главі Седер Олам рабин Хосе заявив (з невідомих причин), що час перебування Ізраїлю на своїй землі повинен був тривати ціле число ювілейних періодів. Якби це було правдою, то один з цих періодів мав би закінчитися на початку вигнання у 587 році до нашої ери. Однак рабин Хосе також вважав, що Єзекіїль 40:1 ознаменував початок сімнадцятого Ювілею, а це було через 14 років після падіння міста. Іншими словами, Ювілей настав на 14 років пізніше, згідно з ідеєю, що час на землі повинен складати ціле число Ювілейних циклів. Роджер Янг припускає, що знання того, коли мав відбутися справжній Ювілей, було справжньою причиною припущення про затримку перед початком літочислення:
Причина чотирнадцятирічної затримки в святкуванні Седер Олам 11 полягає в тому, що рабин Йосе (основний автор Седер Олам) мав ідею фікс, що загальний час, який Ізраїль провів на своїй землі, повинен дорівнювати точному числу ювілейних циклів. Якби це було так, то слід було б очікувати, що 587 рік до н.е., коли почалося вигнання, припав би на кінець ювілейного періоду. Однак рабин Йосе процитував Єзек 40:1 як час сімнадцятого Ювілею, і оскільки він знав, що це було через чотирнадцять років після падіння міста, він припустив, що відлік був затриманий на чотирнадцять років, щоб він міг врахувати чотирнадцять років між падінням міста і святкуванням сімнадцятого Ювілею. Він також згадав про попередній ювілей, за часів Йосії. Як би він не хотів перенести ці два останні ювілеї на чотирнадцять років раніше, щоб відповідати своїй idée fixe, рабин Йосе не міг цього зробити, бо знав, що це історичні дати, а не ті, що походять з його власних розрахунків[1].
Альтернативна версія полягає в тому, що відлік починався з моменту входу в землю. Це випливає з прямого прочитання відповідного тексту в книзі Левит:
І промовив Господь до Мойсея на горі Синай, говорячи: «Промовляй до Ізраїлевих синів та й скажи їм: Коли ви ввійдете до Краю, що Я дам вам, то буде субота для Господа на тому Краї. Шість років будете засівати своє поле, і шість років будете підрізати свій виноградник і збирати його врожай, а сьомого року буде земля суботній відпочинок, субота для Господа... І відлічи собі сім субот років, сім разів по сім років, щоб був у тебе час семи субот років, а саме сорок дев'ять років. А десятого дня сьомого місяця засурмиш у баранячий ріг на чужині, а в день викуплення засурмиш у ріг по всій твоїй землі. Таким чином ви освятите п'ятдесятий рік і проголосите звільнення по всій землі для всіх її мешканців. Це буде ювілей для тебе (Левит 25:1-4, 8-10, NASB).
Талмуд стверджує, що народ Ізраїлю нарахував 17 ювілеїв від часу входження в Ханаанську землю до свого вигнання після зруйнування Першого Храму.Якщо рахувати 17 циклів від ювілею Єзекіїля (Єзекіїля 40:1)[2], який розпочався в Тішрі 574 р. до н.е., то, за підрахунками Тіле, першим роком першого циклу мав би бути 1406 р. до н.е. Згідно з релігійним календарем, за яким рік починався в нісані, і відповідно до Ісуса Навина 5:10, який відносить входження в землю до нісану, нісан 1406 року до н.е. є місяцем і роком, коли почався відлік. Але 1406 р. до н.е. - це рік входження в землю, який традиційно виводиться іншим методом, а саме, беручи дату Тіле 931/930 р. до н.е. для початку розділеного царства після смерті Соломона, в поєднанні з 1 Царів 6:1 (четвертий рік Соломона був 480-м роком епохи Виходу), щоб вивести дату Виходу в 1446 р. до н.е. Метод визначення дати Виходу і входу до Ханаану з ювілейних циклів не залежить від методу виведення цих дат з 1 Царств 6:1, але ці два методи збігаються.
Інший підхід застосовується в Талмуді (Арахін 12а-б), який, як і Седер Олам, відводить Першому Храму лише 410 років[1], яким передували 480 років від виходу до його побудови Соломоном (1 Царів 6:1) у 832 р. до н.е. (за рабинським підрахунком) і до його руйнування у 422 р. до н.е. Талмуд (Арахін 12б) нараховує 40 років блукання в пустелі, 7 років на завоювання землі Ханаанської і 7 років на поділ землі між племенами, встановлюючи перший ювілейний цикл рівно через 54 роки після виходу (тобто в 1258 р. до н.е.) і кажучи, що народ Ізраїлю нарахував 17 ювілеїв від часу входу в землю Ханаанську до виходу, а останній ювілей відбувся через 14 років після руйнування Першого Храму (тобто в 40 р. до н.е.). Талмудичний екзегет Раші пояснює в Талмуді (Арахін 12б), що рік зруйнування Першого Храму (422 р. до н.е.) насправді був 36-м роком у ювілейному циклі, і що чотирнадцять років потому (408 р. до н.е.) мав бути наступний Ювілей[4]. Цей проміжок часу, разом узятий (з 1258 р. до н.е. до 408 р. до н.е.), становить 850 років, протягом яких народ нарахував сімнадцять ювілеїв.
Історик Йосип Флавій, однак, дотримувався іншої традиції, пишучи у своїй праці «Старожитності» (10.8.5), що Перший Храм простояв 470 років,[1] що з необхідністю повинно було б компенсувати кількість ювілейних циклів. Більше того, виклад подій Йосифом не завжди узгоджується з Седер Олам, книгою, від якої так залежить рабиністична традиція. Розбіжності між Йосифом та Седер Оламом наштовхнули деяких дослідників на думку, що дати, прописані в Седер Оламі, є лише приблизними, оскільки Йосиф зводить до мінімуму докази, використовуючи для перевірки історичності багатьох подій дві основні епохи - літочислення від Олімпіад та літочислення від Селевкідів, запозичені, головним чином, з інших авторів. Незважаючи на розбіжності в загальному проміжку років, між Йосифом та Седер Олам не обов'язково існують розбіжності, коли Йосиф посилається на дати суботніх років у період Другого Храму, оскільки часові рамки цих дат збігаються з тими, що згадуються в Седер Олам (розділ 30) для грецького, хасмонейського та іродівського періодів.

## Теологічне значення
У тексті Книги Левит стверджується, що Ювілей існував тому, що земля була володінням Яхве, а її нинішні власники були лише чужинцями або орендарями, і тому землю не слід продавати назавжди.  Мідрашські джерела стверджують, що Ювілей був створений для збереження початкового розподілу землі між ізраїльськими племенами,  про що свідчить рабинська традиція, згідно з якою Ювілей не слід запроваджувати, доки ізраїльтяни не візьмуть під контроль Ханаан.  У Левіті також стверджується, що ізраїльтяни були слугами Яхве,  що класичні рабини вважали виправданням для звільнення ізраїльських рабів на Ювілей, використовуючи аргумент, що жодна людина не повинна мати двох господарів, і таким чином, як слуги Яхве, ізраїльтяни не повинні також бути слугами людей. 

Подальше богословське розуміння ювілейних циклів пояснюється в монографії Ендрю Штайнмана про біблійну хронологію. Стайнманн детально розглядає докази різних суботніх років до вигнання, а також те, що всі вони відбувалися за ціле число семирічних періодів до ювілею Єзекіїля (див. статтю «Історичні саббатичні роки»). Він також зазначає, що дата входу в землю, про яку йдеться в ювілеї Єзекіїля (сімнадцятий рік), знаходиться в точній відповідності з датою, вирахуваною з 1 Царів 6:1 і Ісуса Навина 5:6. Цими хронологічними міркуваннями зазвичай нехтують при обговоренні законодавства для ювілейних і суботніх років, але Штейнман підкреслює їхню богословську важливість наступним чином:
Це ілюструє один із принципів, викладених у передмові до цієї книги: деякі історичні моменти залишатимуться неясними доти, доки хронологія обговорюваного періоду не буде визначена належним чином. Ювілейні та суботні цикли дають таке історичне розуміння. Але вони роблять більше: вони також пропонують богословське розуміння таких важливих питань, як дата та історичність Виходу і походження Книги Левит. Якщо, як стверджується, час ювілейних і суботніх циклів був відомий весь час, поки Ізраїль перебував на своїй землі, і, крім того, єдиним адекватним поясненням того, що ювілей Єзекіїля є сімнадцятим ювілеєм, є те, що відлік цих циклів насправді почався на 832 роки раніше, в 1406 р. до н.е., то логічно прийти до висновку, що Лев 25-27, тексти, які встановлюють суботні роки і ювілеї, існували наприкінці п'ятнадцятого століття до нашої ери. <ref>Andrew E. Steinmann, ''Від Авраама до Павла: Біблійна хронологія» (Сент-Луїс: Конкордія, 2011) 53.</ref>.

## Наслідки політики
Незважаючи на те, що конкретні норми Ювілею були призначені для аграрної та давньої економіки, було зазначено, що його принципи економічної справедливості залишаються актуальними та можуть бути адаптовані до сучасного світу. Періодичний перерозподіл землі, передбачений Ювілеєм, мав на меті запобігти надмірній нерівності багатства та демократизувати приватну власність, не скасовуючи ні особистої відповідальності, ні стимулів для процвітання. Ювілей забезпечує економічну структуру, яка регулярно усуває великі економічні нерівності.  Враховуючи, що кожні п'ятдесят років майже кожен громадянин Стародавнього Ізраїлю мав право на земельну ділянку — основну форму багатства на той час — система, здається, сприяє формі егалітаризму, заснованого на активах, що передбачає універсальний базовий капітал  або універсальну спадщину, що, у свою чергу, може виправдати універсальний базовий дохід. Норма з книги Левит 25:13, згідно з якою кожен мав повернутися до своєї власності в ювілейні роки, у поєднанні з тим фактом, що земля спочатку була розподілена порівну між ізраїльтянами (Книга Чисел 26:51-54), надає додаткове обґрунтування ідеї Томаса Пейна про природне успадкування.